# Samir Taylor
Samir Alexander Taylor Dosman (Bocas del Toro, Panamá, 4 de febrero de 2004) es un futbolista costarricense que juega como Lateral Derecho en el Deportivo Saprissa de la Primera División de Costa Rica.

## Trayectoria

### C. S. Uruguay de Coronado
En enero de 2023 fue cedido a préstamo a C. S. Uruguay de Coronado por las categorías inferiores del Deportivo Saprissa.

### Deportivo Saprissa
El 19 de junio de 2023, se dio su debut oficial con el Deportivo Saprissa en la Supercopa de Costa Rica contra el C. S. Herediano, Taylor ingresó al minuto sesenta por Youstin Salas, incluso convivió con su hermano, Gerald Taylor, el encuentro finalizó con victoria 1-0, logrando obtener el título de la Supercopa.

## Clubes
| Club                      | País       | Año           |
| ------------------------- | ---------- | ------------- |
| C. S. Uruguay de Coronado | Costa Rica | 2023          |
| Deportivo Saprissa        | Costa Rica | 2023          |
| Santos de Guápiles        | Costa Rica | 2024          |
| Santa Ana F. C.           | Costa Rica | 2024          |
| Deportivo Saprissa        | Costa Rica | 2025-presente |

## Palmarés

### Títulos nacionales
| Título                         | Club               | País       | Año  |
| ------------------------------ | ------------------ | ---------- | ---- |
| Supercopa de Costa Rica        | Deportivo Saprissa | Costa Rica | 2023 |
| Primera División de Costa Rica | Deportivo Saprissa | Costa Rica | 2023 |